# Дендрарий Арнольда
Дендрарий Арнольда Гарвардского университета (англ.  The Arnold Arboretum of Harvard University) — дендрарий в пригороде Бостона (штат Массачусетс, США). Дендрарий является Национальным историческим памятником и включён в Национальный реестр исторических мест США. Проект дендрария был разработан известным американским ландшафтным архитектором Фредериком Олмстедом.

## История
Дендрарий был основан в 1872 году, когда руководители Гарвардского университета стали попечителями части имущества Джеймса Арнольда (1781—1868).
В 1842 году Бенджамин Басси (1757—1842), преуспевающий бостонский торговец и фермер, пожертвовал свою усадьбу Вудлэнд-Хилл и часть своего состояния Гарвардскому университету «для образования в области сельского хозяйства, садоводства и в смежных областях». Гарвардский университет использовал эту землю для создания Института Басси, тематикой которого стали научные эксперименты в сельскохозяйственной отрасли. Первое здание Института Басси было построено в 1871 году.
Через шестнадцать лет после смерти Басси купец из Нью-Бедфорда Джеймс Арнольд, занимавшийся китобойным промыслом, уточнил, что часть его имущества может быть использован для «… продвижения улучшений в сельском хозяйстве или садоводстве». В 1872 году, когда исполнители воли Джеймса Арнольда передали его недвижимость Гарвардскому университету, подарок Арнольда был объединен с 49 гектарами земли в бывшем имении Басси для создания Дендрария Арнольда.
По соглашению между исполнителями воли Арнольда и университетом доход от наследства Арнольда должен был быть использован для создания, развития и поддержания Дендрария Арнольда, который «должен содержать, по мере возможности, все деревья [и] кустарники … либо местные, либо экзотические, которые могут быть выращены на открытом воздухе Роксбери». Исторической миссией Дендрария Арнольда является улучшение знаний о древесных растениях на основе исследований и распространения этих знаний через образование.

## Галерея фотографий Дендрария Арнольда

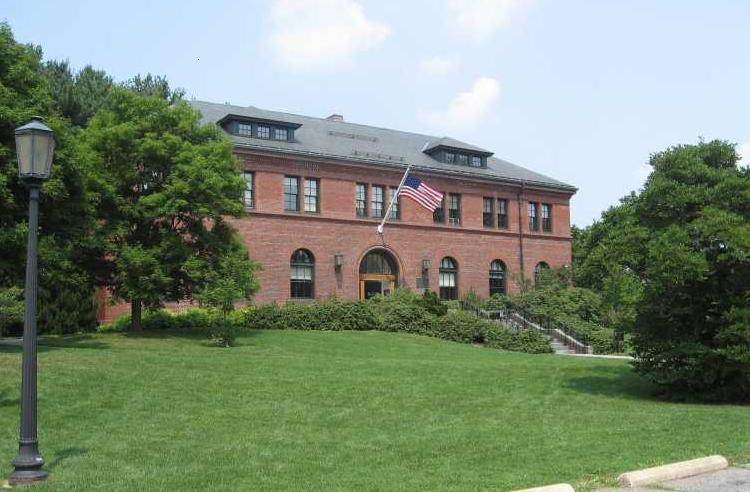
Здание дирекции дендрария Арнольда
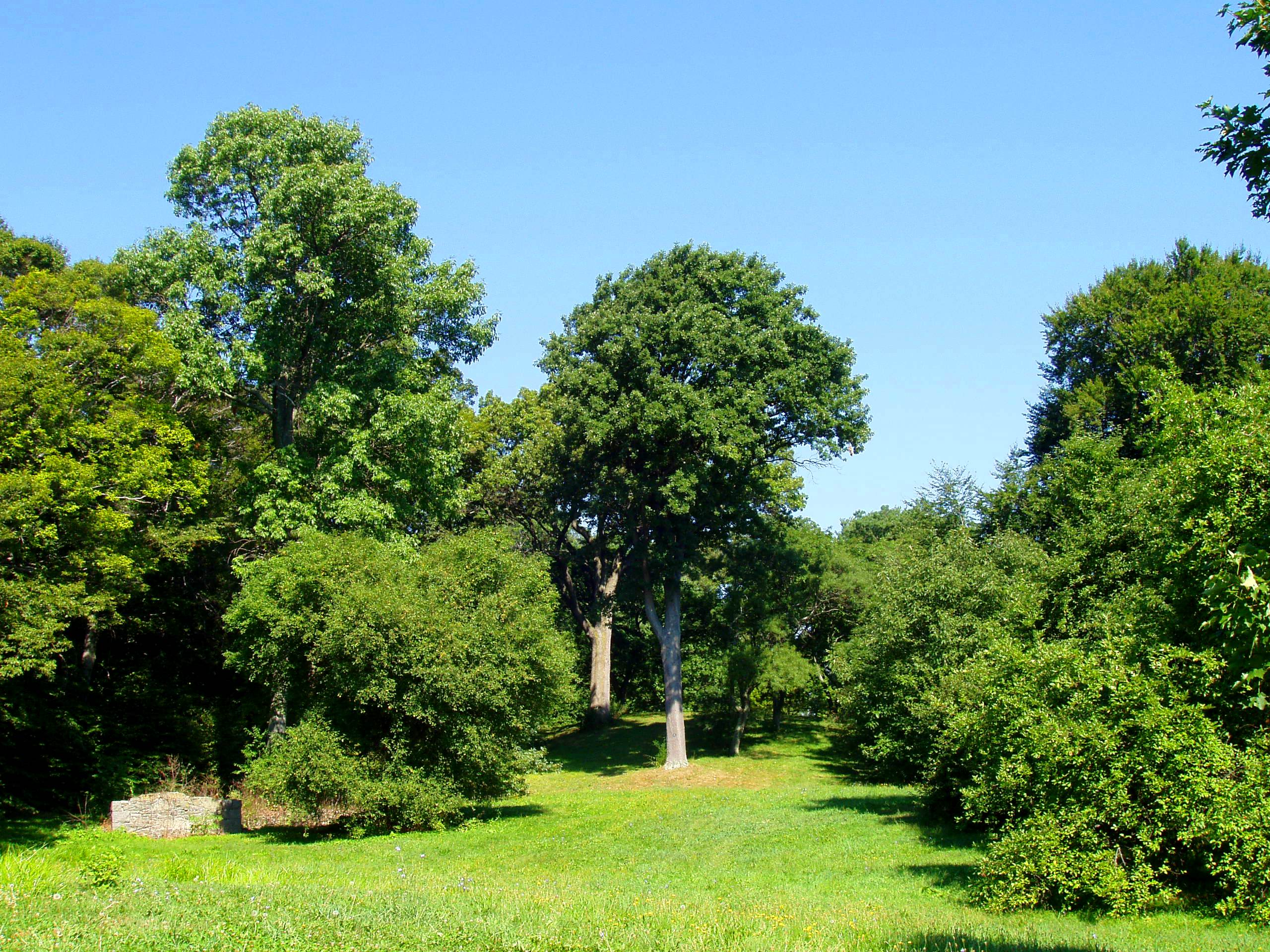
Общий вид на дендрарий Арнольда
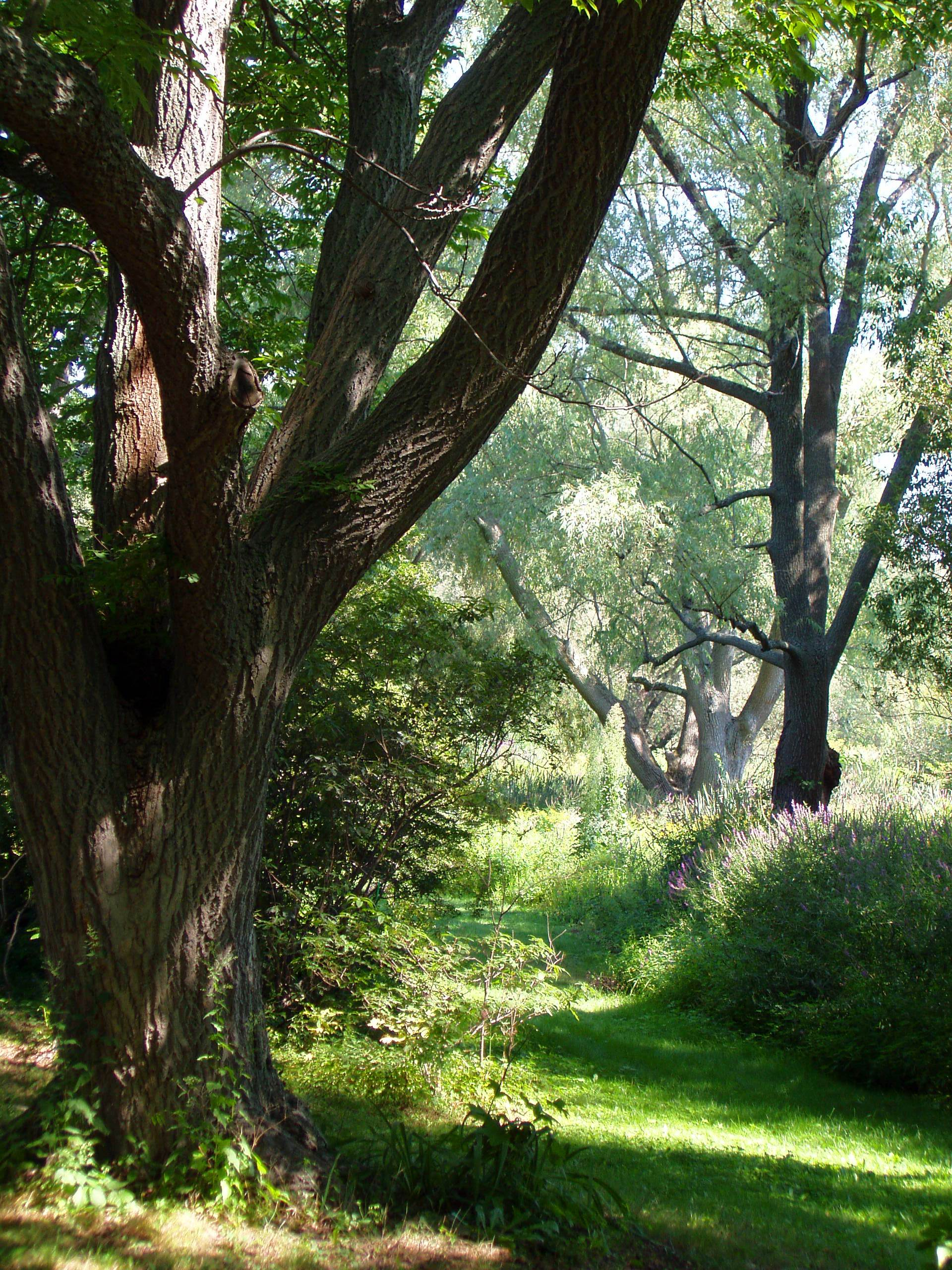
Дендрарий Арнольда
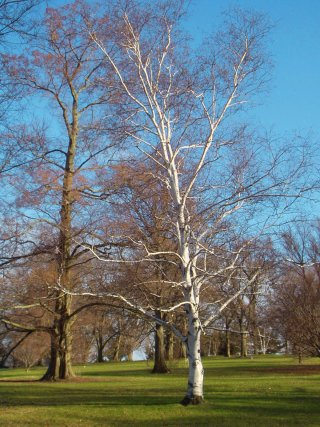
Берёза ранней весной
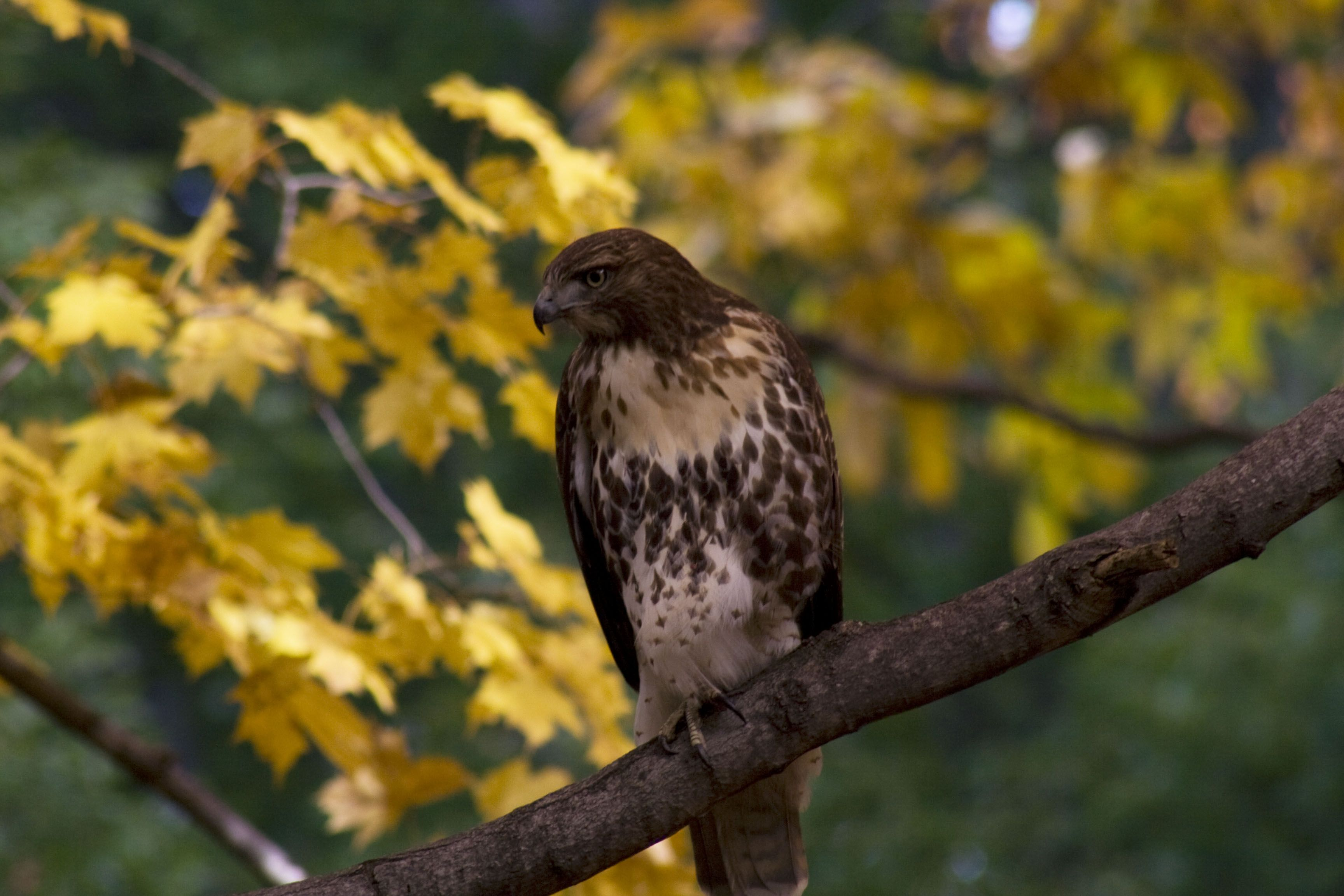
Сокол в дендрарии Арнольда
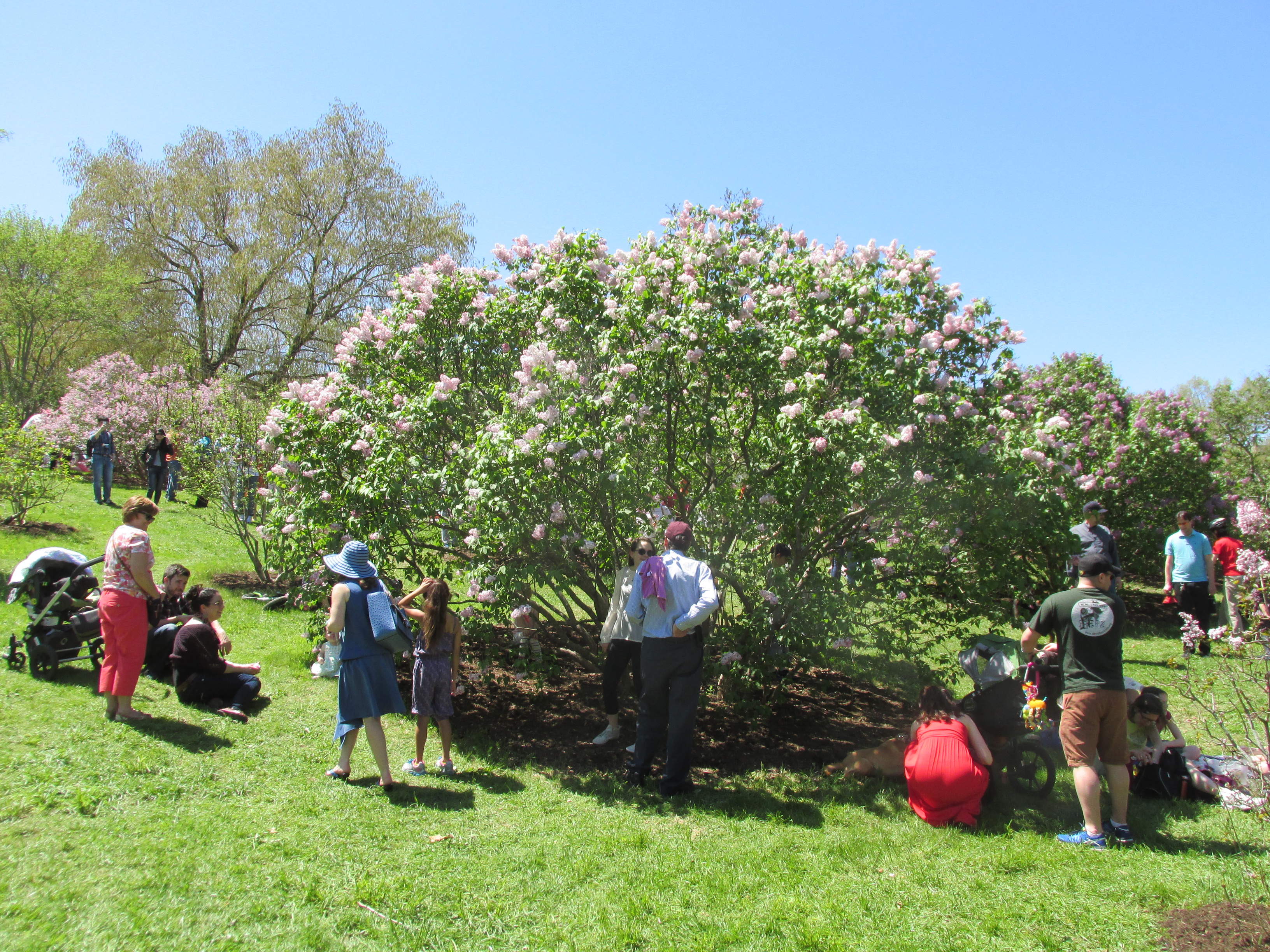
Сиреневое воскресенье — единственный день в году, когда в дендрарии разрешены пикники